# 里昂劇場

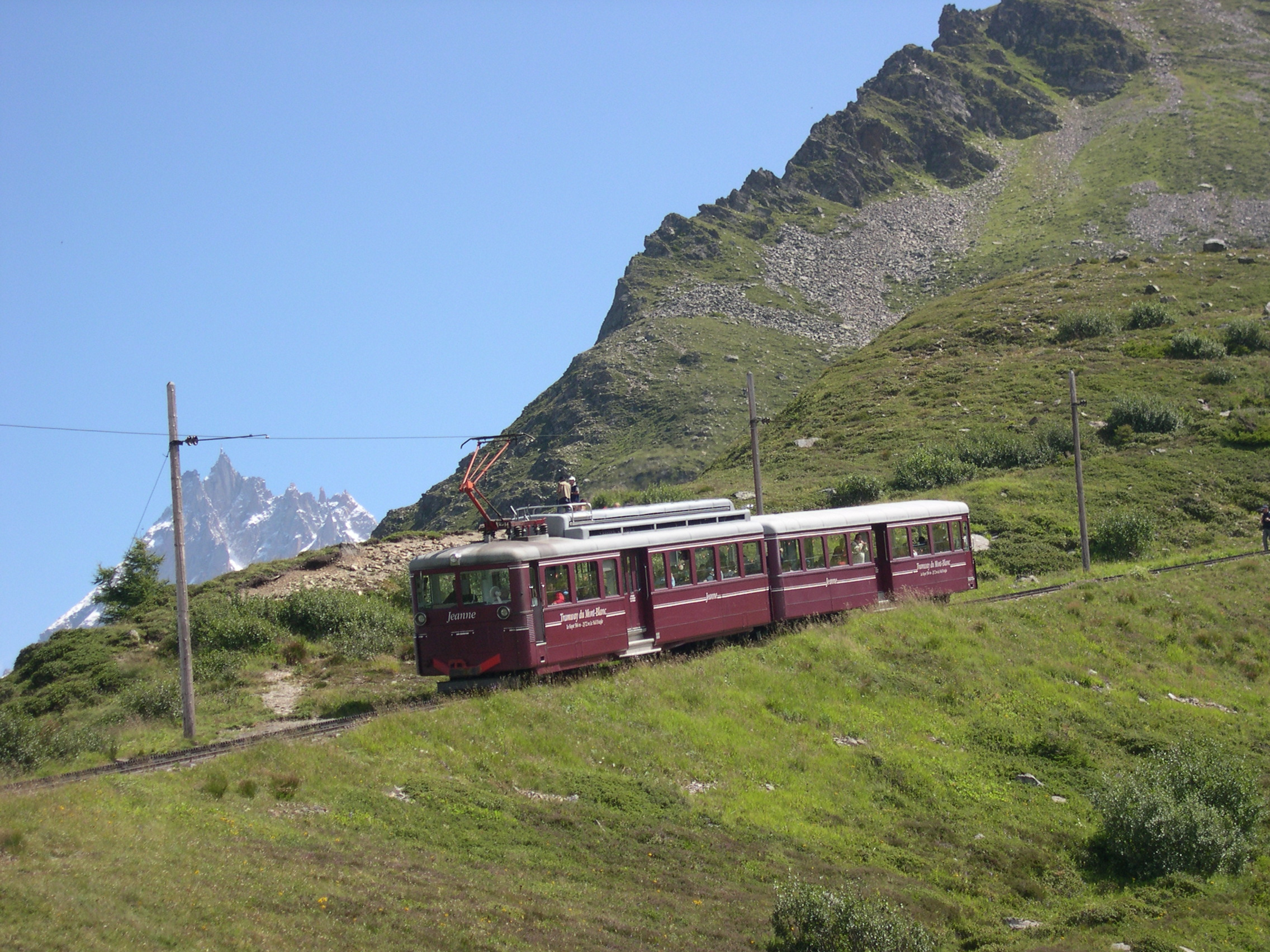
勃朗峰登山列車

里昂劇場（法語：Odeon of Lyon) 是位於法國城市里昂的一座古羅馬時期的劇場。其附近還有一座較大的的羅馬劇場，是富維耶山古羅馬劇場。里昂劇場修建於2世紀時期，在16世紀被重新發現。